# Định Quốc
Định Quốc là loại tàu chiến có kích cỡ lớn nhất từng phục vụ cho Hải quân nhà Tây Sơn, nhà Nguyễn gọi là "Đại Hiệu". Không có tài liệu nào mô tả chính xác về loại tàu này (phần lớn những tư liệu về nhà Tây Sơn đã bị triều Nguyễn tiêu huỷ). Nhưng theo những tài liệu còn sót lại, thì có thể khẳng định rằng Định Quốc có quy mô không thua kém các tàu chiến tuyến thuộc biên chế của các lực lượng hải quân ở châu Âu thời bấy giờ. Trong lá thư gửi cho người bạn là Laurent Barizy ngày 2 tháng 3 năm 1801, Jean-Baptiste Chaigneau, một viên sĩ quan Pháp phục vụ trong quân đội Nguyễn Ánh đã khoe khoang rằng quân của ông ta đã phá hủy được đội thuyền của Tây Sơn trong đó có chiếc được trang bị tới 50-60 khẩu đại bác hạng nặng.